# Wisches
Wisches (Wisch in tedesco) è un comune francese di 2 212 abitanti situato nel dipartimento del Basso Reno nella regione del Grand Est.

## Società

### Evoluzione demografica
Abitanti censiti